# Xavier Vila Gazquez
Xavier Vila Gazquez, nació en 1990. Es un Gran Maestro Internacional de ajedrez español.
Su mayor logro como ajedrecista fue en 2008 cuando se proclamó Campeón de Europa sub-18 Herceg Novi.

## Resultados destacados en competición
Ganó también otros campeonatos nacionales, en el 2006 campeón de España sub-16, en el 2007 campeón de Cataluña juvenil, y en el 2008 campeón de Europa sub-18 en Herceg Novi.